# Radical 125
Le radical 125, qui signifie vieux, est un des 29 des 214 radicaux chinois répertoriés dans le dictionnaire de Kangxi composés de six traits.
Le caractère Unicode de 老 est 8001.

## Caractères avec le radical 125
| nombre de traits          | caractères |
| ------------------------- | ---------- |
| Sans trait supplémentaire | 老 耂 考   |
| 4 traits supplémentaires  | 耄 者 耆   |
| 5 traits supplémentaires  | 耇 耈 耉   |
| 6 traits supplémentaires  | 耊 耋      |